# Ким Вилфорт
Ким Вилфорт (дан. Kim Vilfort, 15. новембар 1962.) је дански пензионисани професионални фудбалер који је играо на позицији везног играча. Он је главни скаут талената у ФК Брендби.
Његова 17-годишња професионална каријера углавном је била повезана са ФК Брендби, за који је играо на 470 званичних утакмица – као најбољи стрелац клуба у историји – и освојио десет великих титула.
Вилфорт је играо више од једне деценије за Данску и добио је 77 утакмица. Био је кључна фигура у националном освајању Европског првенства 1992. и представљао је земљу на три европска првенств.

## Клупска каријера
Рођен у четврти Валби у Копенхагену, Вилфорт је почео да игра фудбал као дечак у ФК Сковлунде, обично као нападач. Прешао је у ФК Болдклубен Фрем 1981. године, наступајући у четири сезоне прве лиге за клуб.
Након што је провео кампању 1985–86 у Француској са ФК Лилом – само један гол Лиге 1, клуб је завршио на десетој позицији – Вилфорт се вратио у своју земљу и потписао за браниоца титуле ФК Брендби, где ће одиграти остатак своје каријере као везни играч; на Купу европских шампиона 1986–87, првом у европском такмичењу за тим, постигао је два гола како би им помогао да се пласирају у треће коло.
1991. је била изузетна година за Вилфорта: помогао је Брендбију да дође до полуфинала Купа УЕФА, наступио је у 55 лигашких утакмица у Данској Суперлиги 1991. и Данској Суперлиги 1991–92 заједно – Суперлига Данске у фудбалу је недавно основана – и постигао је девет голова, а касније ће бити проглашен и за Брендбијевог играча године и за играча године у Данској.
Од 1996. до 1998. ветеран Вилфорт је са Брендбијем освојио још два данска првенства. Уговор му је истекао 1. јуна 1998. после последње утакмице у сезони 1997–98, где је постигао победнички гол (летећи ударац главом) у победи од 1–0 против ФК Оденсеа; у то време, само је Бјарне Јенсен одиграо више утакмица од њега за клуб (556), а Пер Нилсен ће га престићи тек више од једне деценије касније. Његових 78 лигашких голова било је друго после Бента Кристенсена, али је био на првом месту у укупном броју постигнутих голова за организацију, са 110.
Након што се пензионисао са скоро 36 година, Вилфорт је постао шеф омладинског система Брендбија, где ће играти и његови синови Микел и Каспер. Домаћи терен клуба, стадион Брендби, добио је надимак од стране навијача Вилфорт Парк.

## Међународна каријера
Вилфорт је дебитовао за репрезентацију Данске 5. октобра 1983. у поразу од 1:0 од Пољске за квалификације за Летње олимпијске игре 1984 . Играо је два пута за репрезентацију на УЕФА 1988, у евентуалном изласку из групне фазе.
На Европском турниру 1992. у Шведској, Вилфорт је био нуклеарна јединица за Данце, као један од ретких офанзивних играча у иначе дефанзивној стратегији тима. Одиграо је четири од пет мечева на такмичењу, при чему је морао да напусти камп за обуку да би посетио своју седмогодишњу ћерку оболелу од леукемије чије се стање погоршавало, тако да је пропустио одлучујући меч групне фазе против Француске (победа 2–1).
Породица је два пута слала Вилфорта да се придружи саиграчима на време да игра, и појавио се у победи у полуфиналу против Холандије (гол у пенал завршници) и поново у финалу против Немачке (постигавши други и победоносни гол) за шок тријумф 2–0; Лајн Вилфор је умро убрзо после турнира.
Након што је Данска пропустила квалификације за ФИФА Светско првенство 1994, Вилфорт је представљао нацију на Европском првенству 1996. Након пораза у групној фази од Хрватске резултатом 3–0 16. јуна, тим је елиминисан и 33-годишњак је завршио своју међународну каријеру да би се концентрисао на Брендби.

## Почасти
Брендби
- Данска лига: 1987, 1988, 1990, 1991, 1995–96, 1996–97, 1997–98
- Куп Данске: 1988–89, 1993–94, 1997–98

Данска
- УЕФА Европско првенство: 1992

Појединац
- Дански играч године: 1991
- Играч године у Брендбију: 1991
- Данска Суперлига: Играч века 2014[6]